# قانون هزینه ثابت
قانون هزینه ثابت (به ژاپنی: 定免法 じょうめんほう)، این یکی از روش‌های جمع‌آوری مالیات در دوره ادو بود.

## نمای کلی
ریشه‌های آن به دوره هیان برمی‌گردد و در دوره‌های کاماکورا، موروماچی و تویوتومی نیز مورد استفاده قرار می‌گرفت، اما در دوره ادو به‌طور گسترده مورد استفاده قرار گرفت.
روش قبلی جمع‌آوری مالیات، تعیین میزان آن با بررسی میزان برداشت محصول در هر سال بود، اما از آنجایی که این روش درآمد پایداری را فراهم نمی‌کرد، سیستم مالیاتی جدید به عنوان بخشی از اصلاحات کیوهو معرفی شد. گفته می‌شود این اتفاق در سال ۱۷۲۲ (هفتمین سال از دوره کیوهو) رخ داده است. طبق قانون مالیات ثابت، نرخ مالیات بر اساس میانگین برداشت محصول در پنج، ده یا بیست سال گذشته تعیین می‌شد، به این معنی که کشاورزان موظف بودند برای چندین سال، صرف نظر از میزان برداشت، نرخ مالیات ثابتی را بپردازند. با این حال، در زمان برداشت بسیار کم محصول، گاه «هامن» (کاهش قابل توجه مالیات سالانه) اعطا می‌شد.
طبق اطلاعیه‌ای که در مارس ۱۷۲۸ صادر شد، مدت معافیت ثابت می‌توانست ۵، ۷، ۱۰ یا ۱۵ سال تعیین شود، اما وقتی مدت منقضی می‌شد، افراد می‌توانستند برای دوره جدید درخواست دهند و معافیت ثابت را با مبلغ مالیاتی افزایش‌یافته نسبت به قبل (دوره‌های متوالی) ادامه دهند.